# Lodewijk IV van Thüringen
Lodewijk IV van Thüringen bijgenaamd Lodewijk IV de Heilige (Creuzburg, 28 oktober 1200 - Otranto, 11 september 1227) was van 1217 tot 1227 landgraaf van Thüringen en paltsgraaf van Saksen.

## Levensloop
Hij was de tweede van vier zonen van landgraaf Herman I van Thüringen en Sophia van Wittelsbach en werd geboren in de burcht van Creuzburg. Nadat zijn oudste broer Herman in 1216 was overleden, werd Lodewijk IV de officiële troonopvolger.
In 1217 volgde Lodewijk IV zijn vader op als landgraaf van Thüringen. Onder zijn regeerperiode kende Thüringen een grote bloei. Kort na zijn aantreden kwam hij echter zwaar in conflict met de aartsbisschop van Mainz, dat zelfs door keizer Frederik II opgelost moest worden.
In 1221 huwde Lodewijk met Elisabeth van Hongarije, dochter van koning Andreas II van Hongarije, die later heilig werd verklaard. Het was eigenlijk de bedoeling dat Elisabeth de echtgenote van zijn oudere broer Herman zou worden en in 1211 werd ze naar het hof van de landgraaf van Thüringen gebracht. Hierdoor heeft ze bijna haar volledige kindertijd in Thüringen doorgebracht. Ze kregen de volgende kinderen:
- Herman II (1222-1241), landgraaf van Thüringen
- Sofia (1224-1275), huwde met Hendrik II van Brabant
- Gertrudis (1227-1297), werd abdis in het klooster van Altenberg

Toen in 1221 zijn schoonbroer Diederik van Meißen stierf en zijn minderjarige neef Hendrik III de nieuwe markgraaf van Meißen werd, werd Lodewijk IV regent van het markgraafschap. Op deze manier had Lodewijk IV de mogelijkheid zijn grondgebied te vergroten en met militair geweld viel hij Neder-Lausitz binnen. Dit stuitte echter op weerstand van zijn zus Jutta, de moeder van Hendrik III van Meißen.
Ook had hij een goede band met keizer Frederik II. Zo werd Lodewijk door Frederik II tot maarschalk benoemd en kreeg hij van hem leen voor het markgraafschap Meißen. Voorwaarde voor die leen was dat hij moest deelnemen aan de Zesde Kruistocht naar Jeruzalem die Frederik II wilde organiseren.
In juni 1227 trok Lodewijk IV met een leger over de Alpen om zich in Zuid-Italië bij de troepen van Frederik II aan te sluiten om zo via de Middellandse Zee naar Jeruzalem te varen. Nog voor vertrek naar Jeruzalem kreeg Lodewijk IV echter koorts en in Otranto bezweek hij aan de pest. Hij werd begraven in het klooster Reinhardsbrunn in Friedrichroda. Na zijn dood begon de neergang van het landgraafschap Thüringen.
Net als zijn vrouw Elisabeth werd Lodewijk IV binnen de katholieke kerk vereerd als heilige, hoewel hij nooit officieel heilig werd verklaard. De verering van Lodewijk IV bleef beperkt tot Thüringen en kwam in de 14e eeuw ten einde. 